# Patrick N'Koyi
Patrick N'Koyi-Kiabu (* 1. ledna 1990, Kinshasa, DR Kongo) je nizozemský fotbalový útočník původem z DR Kongo, který v současné době hraje v rumunském klubu FC Rapid București.

## Klubová kariéra
Rodák z Kinshasy se s rodinou přestěhoval do Nizozemska ve svých 4 letech.
V Nizozemsku nejprve profesionálně působil v FC Eindhoven, kde dříve hrával i v mládežnických týmech. V srpnu 2012 přestoupil do klubu Fortuna Sittard. V červenci 2014 odešel společně se spoluhráčem Gevarem Nepomucenem do Rumunska, upsal se týmu FC Petrolul Ploiești.
První soutěžní zápas za Petrolul absolvoval 17. července 2014 ve 2. předkole Evropské ligy UEFA 2014/15 proti albánskému týmu KS Flamurtari Vlora (výhra 2:0).